# Scopalina ruetzleri
Scopalina ruetzleri är en svampdjursart som först beskrevs av Wiedenmayer 1977.  Scopalina ruetzleri ingår i släktet Scopalina och familjen Dictyonellidae.
Artens utbredningsområde är Bahamas. Inga underarter finns listade i Catalogue of Life.